# Huiracocha (dios)

Estela de Raimondi, una de las primeras representaciones del dios de los báculos.

Huiracocha, también escrito comúnmente Viracocha y Wirakocha, (castellano [wiɾaˈkotʃa]; en quechua sureño y aimara, ortografía contemporánea: Wiraqucha [wɪɾaˈqɔtʃa]; de etimología controvertida) fue una deidad primordial de la cultura andina prehispánica, especialmente de la religión incaica. Habría sido una deidad creadora y antropomórfica, aunque las fuentes difieren en si habría estado relacionado específicamente con el sol, con el cielo, con el mar o con el lago Titicaca. Según varios reportes cronísticos, este dios habría surgido, con forma humana, de las profundidades del Titicaca a orillas de la Isla del Sol para traer la civilización. No está claro que Viracocha sea la misma divinidad que el llamado dios de los báculos o de las varas.
Las fuentes coloniales a menudo lo nombran acompañado de distintos epítetos, entre los cuales los principales son (Con) Tisi ~ Ticsi y Pachayacháchic; por lo que también se lo conoce como Contiti Huiracocha, Ticsi Huiracocha y Viracocha Pachayachachic; mientras, aparece como Cuniraya Huiracocha en el manuscrito quechua de Huarochirí. Se le representaba con el Sol como corona, con rayos en las manos y lágrimas que caían de sus ojos en forma de lluvia. De acuerdo con la cosmogonía inca, Viracocha puede ser asimilado a Saturno, el "dios viejo", el hacedor del tiempo o "deus faber" (dios hacedor), correspondiente al planeta visible con la revolución más larga alrededor del Sol. Fue identificado por algunos evangelizadores coloniales con el Dios Padre cristiano.

## Etimología del nombre y los epítetos

Apu Kon Teqse Wiraqocha.

El significado de Huiracocha es aún cuestión de debate. Sin embargo, se conoce la connotación de la invocación completa de esta deidad. Apu Kon Illa Tiqsi Wiraqucha Pachayachachiq Pachakamaq (Apu Kon, "Gran señor"; Illa Tiqsi, frast. "luz eterna"; Wiraqucha, ¿?; Pachayachachiq, lit. "saber de la tierra"; Pachakamaq, lit. "hacedor del mundo").

Creyeron y dijeron que el mundo, cielo y tierra, el sol y la luna fueron creados por otro mayor que ellos. A esto llamaron ILLA TEQSE, que quiere decir LUZ ETERNA
 Blas Valera Jiménez, Historia Occidentalis e Historia de los Incas

Cuando los primeros cronistas llegaron a América, el castellano estaba en plena evolución y su alfabeto aún carecía de normativa. En tales casos, era común el uso tanto de la "v" como de la "u" para representar indistintamente la vocal [u] y a la semiconsonante [w], hoy representadas como u o hu. Por tal motivo fue transcrito por los españoles como Viracocha, aunque también algunos escribieron, Huiracocha y Viracocha. Otras versiones fueron Ticci, Teqse o Tiksi.

### Según Titu Cusi Yupanqui
El tercero de los Incas de Vilcabamba explica que "Viracochan" está compuesta por dos palabras "Wira" y "Qocha".

...analizando la palabra Wira, es grasa y Wira es todo lo que vive.
Titu Cusi Yupanqui, Instrucción del Inga don Diego de Castro Titu Cusi Yupangui, 1570 (pág. 63).

...y qucha es laguna y fuente.
Titu Cusi Yupanqui, Instrucción del Inga don Diego de Castro Titu Cusi Yupangui, 1570 (pág. 64).

Cabe resaltar que Titu Cusi, trascribe siempre el nombre como "Wiraquchan", el cual posee la "n" de posesivo en tercera persona y cuyo significado es lit. "Su fuente de lo vivo".
Si bien, Titu Cusi lo menciona como Wiraquchan, proclama en innumerables ocasiones que ese no es su nombre, ya que tal Apu no tienen ningún nombre. 
En este sentido, Wiraqochan sería una más de las cualidades de este Apu, cuya invocación completa —traducida frásticamente al castellano— es: "Gran Señor, resplandor eterno, fuente de vida Kamaqen, conocimiento y hacedor del mundo".

### Según Sarmiento de Gamboa
Según el cronista español Pedro Sarmiento de Gamboa, Viracocha significa “grasa o espuma del mar” porque cuando el dios salió del lago Titicaca con sus criados, fueron caminando sobre las aguas como espuma. Esto apoya la hipótesis que "Viracocha" resulta de la combinación de wira y qucha. En quechua, qucha es 'extensión de agua' mientras wira significa "grasa, grasoso".
Los datos lingüísticos, históricos y arqueológicos indican que el término Wiraqucha corresponde a la quechuización del término aimara Wilaquta (de wila: sangre y quta: lago), debido a los sacrificios de camélidos que eran celebrados por sociedades pre-incas de habla aimara, alrededor del Titicaca. En tales sacrificios el lago quedaba teñido con la sangre de los animales sacrificados.

### Según Alfredo Torero
El lingüista peruano Alfredo Torero plantea que 'wira' es metátesis de 'wari' = Sol en pano; por otro lado, 'qucha' es lago en cualquier variante del quechua. De modo que Wira qucha significa "Sol del lago".

### Definiciones lexicográficas del término
- Viracocha: cristiano. (Quechua clásico, primer diccionario quechua de 1560).[23]
- Viracocha |wiraqucha|. Dios que adoraban los indios; y de ahí, por cosa divina, llamaban a los españoles hijos de aquel Dios. (Quechua clásico, Anónimo de 1586)[24]
- Huiracocha /wiraqucha/, término aculturado que designaba a los españoles. Huiracocha, la deidad sureña asimilada por los incas y/o españoles a los demás héroes culturales andinos, probablemente con propósitos de subyugación espiritual (cf. con Cuniraya Huiracocha). (Quechua clásico, interpretación de Gérald Taylor del Manuscrito de Huarochirí)[25]
- Wiraqocha. Mit. Rel. Dios supremo de la mitología incaica, representado por un personaje de raza blanca, de luengas barbas. (Quechua cuzqueño moderno, Academia Mayor de la Lengua Quechua)[26][fuente cuestionable]
- Wiraqucha el dios creador y civilizador del mundo andino. Españoles que vinieron al Perú, quienes recibieron este nombre, por creerlos emisarios de la divinidad principal. (Quechua sureño contemporáneo)[27]

## Historia
El denominado dios Wiracocha o de los báculos fue el dios principal de los tiahuanacotas, este representa a un dios celestial y según algunas hipótesis, esta deidad podría ser el mismo Tunupa de los posteriores reinos aimaras, o el Wiracocha de los incas.
Históricamente, la deidad de los báculos es adorada en la meseta del Collao desde tiempos anteriores a los tiahuanacotas y aparece posteriormente en los wari.
En la mitología incaica, Huiracocha (en quechua, Wiraqucha) era la invisible y abstracta divinidad creadora de la cosmovisión andina. Era considerado como el esplendor originario (en quechua, Illa Teqse [5V]) o El Señor, Maestro del Mundo.[cita requerida] En realidad fue la primera divinidad de los antiguos tiahuanacos, que provenían del Lago Titicaca. Surgió de las aguas, creó el cielo y la tierra. El culto al dios creador supuso un concepto de lo abstracto y de lo intelectual, y estaba destinado a la nobleza. Este dios o huaca al parecer también se encuentra en la iconografía de los habitantes de Caral, Chavín y Wari.
Huiracocha es considerado el más destacado entre los dioses andinos y su figura es la central de la Portada del Sol de Tiwanaku. Es posible que su gran difusión se debiera a que los evangelizadores católicos buscaban un nombre para explicar a la gente indígena el concepto de Dios. Además, añadieron a su nombre otras palabras a fin de recalcar su calidad de ser supremo, y de este modo se formó el nombre en quechua de Apu Qun Tiksi Wiraqucha.[cita requerida]
Se cree que interviene en tiempos de crisis pero también es visto como un héroe cultural. Los aspectos que se superponen en el panteón superior que consiste de Huiracocha, Punchao, Inti, e Illapa, podrían derivarse de una sola entidad del dios del cielo y la tormenta. Algunas veces los aspectos tienen diferencias suficientes para adorarlos en una manera separada.Henrique Urbano destaco que Viracocha poseía cuatro aspectos, porque es un dios único y polimórfico: Pachayachachi, chinchaysuyu; Tunupa, collasuyu; Imaymana, andesuyu; Tocapu, contisuyu.

## Cosmogonía según las crónicas españolas
Según un mito registrado por Juan de Betanzos, Viracocha se levantó del lago Titicaca (o, a veces, de la cueva de Paqariq Tampu) durante el tiempo de oscuridad para traer luz. Hizo el sol, la luna y las estrellas. Hizo a la humanidad al respirar en las piedras, pero su primera creación fueron gigantes sin cerebro que le desagradaron. Entonces, los destruyó con una inundación e hizo a los humanos, seres que eran mejores que los gigantes, a partir de piedras más pequeñas. Después de crearlos, se esparcieron por todo el mundo.
Viracocha finalmente desapareció a través del océano Pacífico (caminando sobre el agua) y nunca regresó. Deambuló por la Tierra disfrazado de mendigo, enseñando a sus nuevas creaciones los fundamentos de la civilización, además de realizar numerosos milagros. Muchos, sin embargo, se negaron a seguir sus enseñanzas, volviéndose guerreros y delincuentes; Viracocha lloró cuando vio la difícil situación de las criaturas que había creado. Se pensó que Viracocha reaparecería en tiempos de problemas. Pedro Sarmiento de Gamboa escribió que Viracocha fue descrito como «un hombre de mediana estatura, blanco y vestido con una túnica blanca como un alba ceñida a la cintura y que llevaba un bastón y un libro en las manos».
En una leyenda tuvo un hijo, Inti, y dos hijas, Mama Quilla y Pachamama. En esta leyenda, destruyó a las personas alrededor del lago Titicaca con un Gran Diluvio llamado Unu Pachakutiy, que duró 60 días y 60 noches, salvando a dos para llevar la civilización al resto del mundo. Estos dos seres son Manco Cápac, hijo de Inti (a veces tomado como hijo de Viracocha), cuyo nombre significa 'fundación espléndida',[cita requerida] y Mama Ocllo, que significa 'fertilidad madre'.[cita requerida] Estos dos fundaron la civilización inca llevando un bastón de oro, llamado Topayauri. En otra leyenda, fue el padre de los primeros ocho seres humanos civilizados. En algunas historias, tiene una esposa llamada Mama Cocha.
En otra leyenda, Viracocha tuvo dos hijos, Imaymana Viracocha y Tocapo Viracocha. Cristóbal de Molina dice lo siguiente sobre Ymaymana Viracocha: “… en cuyo poder y mano están todas las cosas y que fuese por el camino de los andes y montañas de toda la tierra... Y al otro hijo llamado Tocapo Viracocha, que quiere decir en su lengua hacedor en quien se incluyen todas las cosas, le mando fuese por el camino de los llanos visitando a las gentes...”. Después del Gran Diluvio y la Creación, Viracocha envió a sus hijos a visitar las tribus del noreste y noroeste para determinar si todavía obedecían sus mandamientos. Viracocha viajó al norte. Durante su viaje, Imaymana y Tocapo dieron nombre a todos los árboles, flores, frutas y hierbas. También les enseñaron a las tribus cuáles eran comestibles, cuáles tenían propiedades medicinales y cuáles eran venenosas. Finalmente, Viracocha, Tocapo e Imaymana llegaron a Cusco (en el Perú actual) y a la costa del Pacífico, donde se alejaron a través del agua hasta desaparecer.

## Visiones sobre Huiracocha

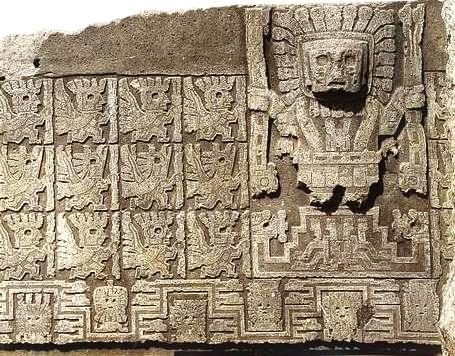
Imagen del dios Huiracocha en la Puerta del Sol de Tiahuanaco.

Varias crónicas y mitos describen a Huiracocha como «el Hacedor», un dios distante y poderoso, pero otros hablan sobre el aspecto del «héroe mítico» y las aventuras y peregrinaciones de él.

### Según los cronistas

#### Pedro Sarmiento de Gamboa
En la historia del explorador e historiador Pedro Sarmiento de Gamboa, hay varias descripciones de la creación del mundo por Huiracocha. En el principio, existe uno que se llama «Viracocha Pachayachachic». Después de crear el mundo oscuro, nacen unos hombres gigantes. Cuando estos gigantes se rebelan y desobedecen sus órdenes, Viracocha Pachayachachic los convierte en piedra y causa una inundación gigante que cubre la Tierra. Algunas de las naciones, además de Cuzco, dicen que algunas personas sobrevivieron. En la fábula de la segunda edad, Viracocha Pachayachachic salva a tres personas, uno de los cuales es nombrado Taguapaca y lleva a sus nuevos criados a un lago en Collao y la isla Titicaca. Crea la luna, el sol y las estrellas. Cuando Taguapaca le desobedece, él es arrastrado hasta el fondo del lago y transformado en estatua de sal. Después, los dos criados tomaron dos caminos diferentes, uno a través de la cordillera al mar del sur y el otro a través de los Andes. Huiracocha toma el camino entre sus criados. Mientras caminan, ellos pueblan la Tierra y crean las naciones andinas. Cuando Huiracocha llega en la región de Charcas, la gente allí trata de matarlo. Él hace que una lluvia de fuego caiga del cielo y muchos mueren. Viracocha apaga el fuego con su bastón y, luego, las personas lo adoran. Sarmiento de Gamboa también describe que hay otros cuentos sobre la creación de Viracocha. Otro dice que Viracocha surgió de sí mismo cerca de Titicaca y después él hizo a los hombres y gigantes a su semejanza para poblar la Tierra. Todos tienen la misma lengua materna, pero pasado un tiempo no pueden comunicarse. Después de crear el mundo y la gente, Huiracocha continúa su viaje para realizar milagros e instruir a sus criados.

#### Juan de Betanzos
La historia de Juan de Betanzos es muy similar del mito de Pedro Sarmiento de Gamboa. Huiracocha emerge del lago Titicaca y crea una raza de hombres. Pero sus criaturas lo enfurecen y entonces los transforma en piedra. Después crea el sol, las estrellas, y la luna. Otra vez, hace hombres y crea las varias provincias del Perú. Forma diferentes linajes de la humanidad y da a cada grupo una diferente ropa, lenguaje, canción, sistema agrícola y religión. Envía algunos hombres a las montañas, los ríos, y las cuevas. Manda que dos de los hombres tomen una ruta específica para poblar la Tierra. Ellos toman el mismo camino que los criados en el relato de Pedro Sarmiento de Gamboa. Huiracocha toma el Camino Real que va a la sierra, hacia una región que se llama Caxamalca. Encuentra un grupo de gente que no lo reconoce y entonces tratan de matarlo. Al ver tal deshonra, Huiracocha origina una lluvia de fuego que cae del cielo al lugar de los hechos y, por lo tanto, la gente tiene miedo de morir. Él les dice que es su Dios, el creador, y ellos empiezan a adorarlo. Continúa su viaje, al llegar a Cusco y unirse a los dos hombres que envió antes. Juntos desaparecen sobre el mar.

#### Bartolomé de las Casas
En los escritos de Bartolomé de las Casas se ha hallado información sobre la Creación a partir de un acto emanado de dos fuerzas antagónicas. Pero, en cierta medida, uní-genésicas. El texto es el siguiente: “…Pero este rey Pachacuti Inga y sus sucesores, mas discreto y verdadero conoscimiento tuvieron del verdadero Dios, porque tuvieron que había Dios que había hecho el Cielo y la Tierra, y al Sol, y Luna, y estrellas, y a todo el mundo, al cual llamaban Condici Viracocha, que en lengua de Cuzco suena “Hacedor del Mundo”. Decían que este dios estaba en el cabo postrero del mundo, y que desde allí lo miraba, gobernaba y proveía de todo, al cual tenían por dios y señor y le ofrecían los principales sacrificios. Afirmaban que tuvo un hijo muy malo, antes que criase las cosas, que tenía por nombre Taguapica Viracocha, y éste contradecía al padre en todas las cosas, porque el padre hacía los hombres buenos y él los hacía malos en los cuerpos y las ánimas; el padre hacía montes y él los hacía llanos, y los llanos convertía en montes; las fuentes que el padre hacía, él las secaba, y, finalmente, en todo era contrario al padre; por lo cual, el padre, muy enojado, lo lanzó en la mar para que mala suerte muriese, pero que nunca murió”.

### Según la visión andina

#### Manuscrito de Huarochirí
La identidad de Huiracocha está combinada con la del dios Cuniraya en el primer capítulo del Manuscrito de Huarochirí. La adición del nombre de Huiracocha para adorar ese ídolo muestra que fue invocado y respetado.
El mito que sigue explica las hazañas de Cuniraya Huiracocha y la manera en que él engaña a la huaca Cahuillaca: Todas las huacas la deseaban, pero ella nunca se había acostado con ninguno. Un día, Cuniraya Huiracocha se transformó en un pájaro y plantó su germen masculino en una fruta. Cahuillaca comió la fruta y se quedó embarazada sin haber tenido relaciones sexuales. Cuando ella intentó de identificar al padre de su hijo, Cuniraya Huiracocha apareció como un pobre mendigo y trató de recuperar a su hijo. Cahuillaca no le creyó y salió corriendo hacia el mar, donde ella y su hijo se transformaron en islas. Cuniraya Huiracocha intentó encontrarla y le pidió ayuda a varios animales, pero llegó demasiado tarde. Al llegar al mar, violó a la hija más joven de Pachacámac, otra deidad. Cuando la diosa Urpihuachac, esposa de Pachacámac y madre de la profanada joven, se entera de lo sucedido, esta trató de castigar a Cuniraya; sin embargo, el sagaz dios la engañó y logró escapar. Vagando por la Tierra, Huiracocha es conocido por engañar a los hombres.

#### Guamán Poma de Ayala
En la obra Nueva corónica de Guamán Poma de Ayala, el nombre de Huiracocha aparece como <Uari Uiracocha runa> para referirse a la primera generación de los indígenas. El texto declara que «estos dichos indios se llamaron Uari Uiracocha runa porque descendieron de los dichos españoles». El cuento conecta el linaje de los indígenas con el linaje de los españoles porque todos descendieron de Adán, Eva y Noé. Ellos adoraban al Dios, el creador, y no a los ídolos, demonios o huacas. A través del tiempo, la gente perdió «la fe y esperanza de Dios y la letra y mandamiento de todo perdieron», pero el cuento afirma que ellos tenían «una sombrilla y luz de conocimiento del creador y hacedor del mundo». Las personas que siguieron no tuvieron una variación de «Huiracocha» como una parte de su nombre.

#### Más información
En el Cuzco antiguo, se le dio gran importancia al ser «el que envió a Manco Cápac y Mama Ocllo a fundar una ciudad». Con el paso de los años se fue olvidando el culto a este dios, y se le dio más importancia al dios Sol (Inti), hasta el reinado de Yáhuar Huácac ('el que llora sangre'), que mandó a construir el templo de Huiracocha en la ciudad del Cuzco, ya que Sinchi Roca en su reinado bautizó a Acamama como «Qusqu» (Cuzco).

## La llegada de los españoles

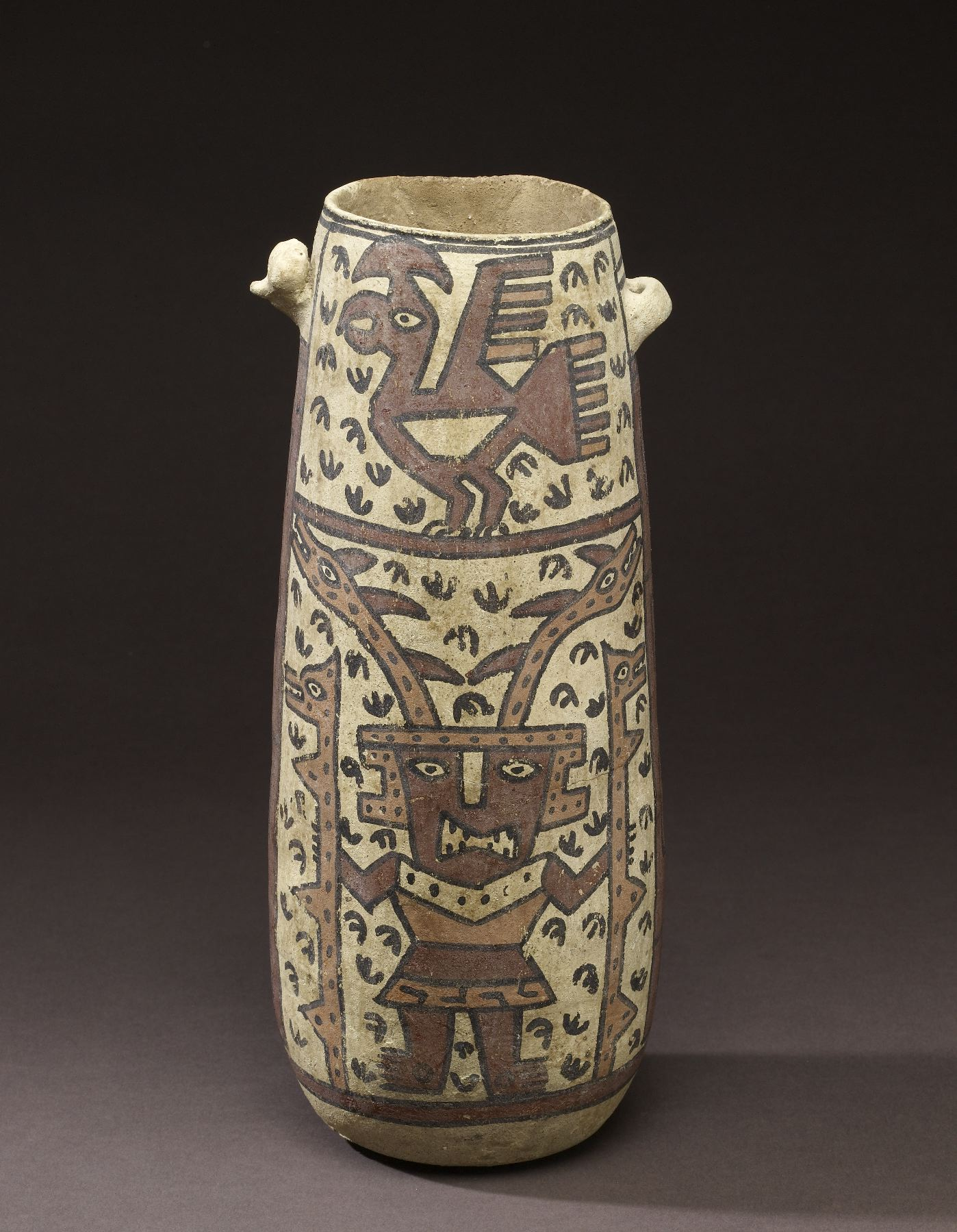
Representación de Huiracocha en un jarrón chancay, conservado en el Museo Walters de Arte.

Los primeros cronistas españoles del siglo XVI no mencionaron identificación alguna con Viracocha. El primero en hacerlo fue Pedro Cieza de León dos décadas después de la caída del Imperio incaico. Pedro Cieza de León describe a Huiracocha como “un hombre blanco de crecido cuerpo». Relatos similares de cronistas españoles afirman que Huiracocha tenía el aspecto de un europeo.
1. Pedro Sarmiento de Gamboa relata que Huiracocha «fue un hombre de mediana estatura, blanco y vestido de una ropa blanca a manera de alba ceñida por el cuerpo, y traía un báculo y libro en las manos».[19]
2. Juan de Betanzos lo describe como «un hombre alto de cuerpo y que tenía una vestidura blanca que le daba hasta los pies que traía ceñida; y que traía el cabello corto y una corona hecha en la cabeza a manera de sacerdote... traía en las manos cierta cosa que a ellos les parece el día de hoy como estos breviarios que los sacerdotes traían en las manos”.[40]
3. Titu Cusi Yupanqui Inca describe las barbas coloradas de los españoles, los animales con herraduras de plata, la lengua escrita, y el ruido de sus arcabuces que los conecta con el dios del Trueno, Illapa. Entonces supone que eran enviados por «Ticsi Viracocha». Con el descubrimiento que los españoles eran mortales, Titu Cusi revela que ellos eran mandados por el demonio.[39][44]

Argumentos que respaldan estas afirmaciones incluyen:
1. Los españoles llegaron del mar, de la manera que Huiracocha y sus criados partieron según ejemplos en la mitología. Huiracocha tiene un origen marítimo.[39]
2. Según Fioravanti, la dirección del camino de los españoles, que comienza en el mar y va de norte a sur, es la inversa de la dirección que Huiracocha y sus criados (o hijos en algunos versiones) tomaron.[39]
3. Según Garcilaso de la Vega, Huiracocha Inca, el líder del pueblo incaico que tenía este título de Huiracocha como un símbolo de su poder y relación con el dios altísimo, entregó una profecía en la que se declaró que un día los incas perderían su “idolatría y su imperio”[45] a las manos de gente de una tierra lejana.

### Conversión al cristianismo
Las crónicas revelan que el proceso de evangelización hizo que los relatos sobre la identidad de Huiracocha variase:
1. Bartolomé de las Casas dice que Viracocha significa 'creador de todas las cosas'.[20]
2. Juan de Betanzos confirma este cuando dice que «Viracocha quiere decir y podremos entender que dice Dios».[40]
3. Polo, Sarmiento, Blas Valera y José de Acosta también ven a Huiracocha como un creador[20]
4. Guamán Poma, el cronista indígena, considera que Viracocha significa «creador»[43]

Algunos autores como Garcilaso de la Vega, Juan de Betanzos, y Pedro de Quiroga revelan que Huiracocha no fue el nombre original de «Dios» y demuestran una perplejidad ante el significado. Según Garcilaso, el nombre de Dios en el lenguaje general de Perú fue «Pachacámac» y no Viracocha. Pero los intérpretes españoles atribuyeron la identidad del creador supremo a Viracocha durante las primeras décadas de la colonización.
Según Antoinette Molinié Fioravanti, los españoles llamaron a Huiracocha el «dios creador» para «luchar contra el politeísmo que representa el culto a las huacas, las múltiples divinidades locales a las cuales atacaron los extirpadores de idolatría. Además la creencia andina en un dios supremo servía a demostrar que la revelación de un dios único y universal era "natural" para la condición humana».
Los intelectuales cristianos, San Agustín y también Tomás de Aquino, sostuvieron que los filósofos de todas las naciones habían obtenido un conocimiento de la existencia de un Dios supremo. Pero, el filósofo medieval de Europa creía que sin el auxilio de la Revelación, la gente no puede lograr una sabiduría de verdades más grandes como la Trinidad.
Según César Itier, la decisión de usar «Dios» por «Huiracocha» representa el primer paso en la evangelización de los incas. Hay varios argumentos en favor de esta estrategia:
1. Era ineficaz a explicar el «Dios» español porque la gente indígena no entendían el concepto.
2. Nombrar a Huiracocha como «Dios» facilitaba la sustitución de la concepción autóctona de la divinidad por la concepción cristiana.[20]

Pero hay razones también que otros, como los cronistas indígenas de Garcilaso de la Vega y Guamán Poma, pusieron énfasis en la cultura monoteísta de los incas. Según Itier, los autores quisieron mostrar que el conocimiento de un dios creador representa una “evangelización prehispánica frustrada” que habían tenido pasos al conocimiento del Dios cristiano y también que los reyes filósofos como Inca Pachacuti habían encontrado al Dios desde la “filosofía natural”.

## Doctrina
En el Tahuantinsuyo, el culto a Huiracocha fue muy restringido, pues aparte del templo de Kisoar Kancha eran pocos los santuarios dedicados en su honor y todos estaban localizados en la zona del Cuzco. Su imagen se encontraba también en el Coricancha y, según los cronistas, existía cierta rivalidad entre el culto a Huiracocha y el culto a Inti, el dios Sol.
Huiracocha tenía un compañero alado, el pájaro Inti, una especie de pájaro mago, conocedor de la actualidad y del futuro, representado en mitos orales como un carancho con pico de oro (quri chuk). Se da al dios todopoderoso la facultad de dirigir la construcción de todo lo visible e invisible. Comienza su obra en el mundo de los antiguos (ñawpa pacha) tallando en la piedra las figuras de los dos primeros seres humanos, de los primeros hombres y mujeres que van a ser los cimientos de su trabajo. Estas estatuas las va situando Huiracocha en los sitios correspondientes y, a medida que les da nombre, se animan y toman vida en la oscuridad del mundo primigenio (ñawpa pacha), porque todavía no se ha ocupado el dios de dar la luz a la Tierra, solamente iluminada por el resplandor del Titi, un puma salvaje y ardiente que vive en la cima del mundo, seguramente el jaguar que se entremezcla con otros animales en las representaciones totémicas del Imperio inca y de las culturas preincas anteriores. Este mundo de aquí o kay pacha, todavía está en tinieblas porque Huiracocha posterga todo su labor de erección de un mundo completo, al nacimiento de los seres humanos que van a disfrutar de él. Satisfecho con los humanos, el dios prosiguió su proyecto, ahora poniendo en su lugar a sus hijos el Sol (Inti), a la Luna (Mama Quilla), y a las estrellas infinitas, hasta cubrir toda la bóveda celestial con sus luces. Después, Huiracocha se dirige al norte para, desde allí, llamar a su lado a las criaturas que él acaba de dotar con vida propia. Según el cronista Blas Valera en su obra Relación de las costumbres antiguas de los naturales del Pirú, menciona lo siguiente: «El Sol dijeron que era hijo del gran Illa Tecce, y que la luz corporal que tenía, era la parte de la divinidad que Illa Tecce le había comunicado, para que rigiese y gobernase los días, los tiempos, los años y veranos, y a los reyes y reinos y señores y otras cosas. La Luna, que era hermana y mujer del Sol, y que le había dado Illa Tecce parte de su divinidad, y héchola señora de la mar y de los vientos, de las reinas y princesas, y del parto de las mujeres y reina del cielo».
Al partir de Tiahuanaco, Tiqsi Huiracocha había delegado las tareas secundarias de la creación en sus dos ayudantes, Tocapo Huiracocha e Imaymana Huiracocha, quienes emprenden inmediatamente las rutas del este y del oeste de los Andes, para a su paso por tan largos caminos dar vida y nombre a todas las plantas y a todos los animales que van haciendo aparecer sobre la faz de la Tierra, en una hermosa misión auxiliar y complementaria de la realizada antes por su dios y señor Huiracocha, misión que terminan junto a la orilla del mar, para después perderse regiamente en sus aguas, una vez cumplida la tarea ordenada por el dios creador principal del universo de los incas y preincas al parecer desde la época de Caral. Debido a este principal icono de la mitología inca, en el quechua moderno, sobre todo en los Andes centrales, es un tratamiento de respeto (como señor).

### Historia
- Aliaga, Francisco (1987). «Los dioses en la mitología andina». Diálogo Andino (6): 92-104. Archivado desde el original el 5 de febrero de 2012. Consultado el 5 de mayo de 2019.
- Armas Asín, Fernando: Wiracocha, pastoral católica y mitología del Titicaca Consideraciones desde la mitografía y la andinística. Anuario de Historia de la Iglesia, 11 (2002), pp. 191-213.
- Molinié Fioravanti, Antoinette (1987). «El regreso de Viracocha». Bulletin de l'Institut Français d'Études Andines 16 (3-4): 71-83.
- Pease, Franklin (2014). El dios creador andino. Cuzco: Ministerio de Cultura del Perú (Mincul) - Dirección Desconcentrada de Cultura del Cusco.
- Rowe, John H. (1960). «The origins of creator worship among the Incas».  En Diamond, Stanley, ed. Culture and History: Essays in Honor of Paul Radin. pp. 408-429.
- Urbano, Henrique (1981). Wiracocha y Ayar : héroes y funciones en las sociedades andinas. Cuzco: Centro de Estudios Regionales Andinos "Bartolomé de las Casas" (CBC).

### Arqueología
- Demarest, Arthur Andrew (1981). Viracocha : the nature and antiquity of the Andean High God. Cambridge, Mass.: Peabody Museum of Archaeology and Ethnology, Harvard University. ISBN 9780873659062.
- Makowski, Krzysztof (2001). «Los personajes frontales de báculos en la iconografía tiahuanaco y huari: ¿tema o convención?». Boletín De Arqueología PUCP (PUCP) (5): 337-373. doi:10.18800/boletindearqueologiapucp.200101.013.
- Tello, Julio C. (1923). Wira-Kocha. Lima.
- Urton, Gary (2022). El cosmos andino (2 edición). El Lector.

### Lingüística
- Cerrón-Palomino, Rodolfo (2013). Las lenguas de los incas : el puquina, el aimara y el quechua. Berlín: Peter Lang. ISBN 978-3-653-02485-2. doi:10.3726/978-3-653-02485-2.
- Cerrón-Palomino, Rodolfo (2019). «La tesis del quechuismo primitivo y su efecto distorsionador en la interpretación del pasado prehispánico».  En Curatola, Marco, ed. El estudio del mundo andino. PUCP. pp. 177-186. ISBN 9786123174873.
- Itier, César (2012). Viracocha o el océano : naturaleza y funciones de una divinidad inca. Lima: Instituto Francés de Estudios Andinos; Instituto de Estudios Peruanoa. ISBN 9789972623783.
- Itier, César (2023). Palabras clave de la sociedad y la cultura incas. Lima: Instituto Francés de Estudios Andinos; Instituto de Estudios Peruanos. ISBN 978-612-4358-18-0.
- Taylor, Gerald. «Camay, Camac et Camasca dans le manuscrit quechua de Huarochiri». Journal de la Société des Américanistes 63: 231-244.
- Torero, Alfredo (1993). «Fronteras lingüísticas y difusión de culto: el caso de Huari y de Contiti Viracocha».  En Duviols, Pierre, ed. Religions des Andes et langues indigènes. Équateur-Pérou-Bolivie avant et aprés la conquête espagnole. Aix-en-Provence: Université de Provence. pp. 219-233.

### Otras disciplinas
- Rivara de Tuesta, María Luisa (2000). «Wiracocha (Dios), pacha (mundo) y runa (hombre) en la cultura prehispánica (incaica)». Pensamiento prehispánico y filosofía colonial en el Perú 1. Fondo de Cultura Económica. pp. 98-132.
- Rodríguez García, Huascar (2007). «Tres usos de la “mitología” andina: Wiracocha-Tunupa, la no explotación del Cerro Rico en Potosí y Tata Santiago». Maguaré (Universidad Nacional de Colombia) (21): 217-239. Archivado desde el original el 24 de septiembre de 2015. Consultado el 28 de octubre de 2019.
- Salles-Reese, Verónica (2015). De Viracocha a la Virgen de Copacabana Representación de lo sagrado en el lago Titicaca. La Paz: Instituto Francés de Estudios Andinos; Plural. ISBN 9782821845763.